# Reynir Sandgerði
Reynir Sandgerði, hay có tên Reynir S., là một câu lạc bộ thể thao Iceland đến từ Sandgerði ở bán đảo Reykjanes. Câu lạc bộ có các đội bóng đá, bóng rổ và bơi lội.

## Bóng đá
Đội bóng đá của câu lạc bộ thi đấu ở 3. deild karla, giải hạng tư của bóng đá Iceland tính đến mùa giải 2016.

## Bóng rổ
Reynir Sandgerði cũng có một đội bóng rổ, thành lập năm 1980. Đội bóng rổ nam hiện đang thi đấu ở Second Division Bảng B (tiếng Iceland: 2. deild karla B-riðill).

### Danh hiệu
- Hạng nhất Iceland (1):
  - 1988–89
- Hạng nhì Iceland (2):
  - 1983–84, 2000–01